# Сушков, Дмитрий Петрович
Дмитрий Петрович Сушков (1817—1894) — русский поэт и публицист; действительный статский советник.

## Биография
Родился в Москве 14 (26) марта 1817; из дворян. Сын Петра Васильевича Сушкова (1783—1855) и жены его Дарьи Ивановны (1790—1817), урожд. Пашковой. Внук симбирского губернатора Василия Сушкова и его жены Марии Васильевны. Младший брат С. П. Сушкова и Е. П. Ростопчиной, двоюродный брат Е. А. Сушковой, П. В. Долгорукова. Пока отец в течение девяти лет служил сначала в Оренбургской губернии, затем в Петербурге, Дмитрий с братом и сестрой воспитывались в московском доме деда. В 1826 году отец, назначенный в Оренбург начальником таможенного округа, взял сыновей с собой. По выходе в отставку в 1833 году они вернулись в Москву.
Недолго учился в Московском университетском благородном пансионе. С середины 1830-х жил в Петербурге. Служил в Управлении государственного коннозаводства (1847—1848), в Министерстве государственных имуществ, в Министерстве внутренних дел (1850—1875). Заведующий газетной частью в III отделении собственной е.и.в. канцелярии (1875-1880).
Дебютировал в 1837 году стихотворением «Новгород». Сотрудничал с различными периодическими печатными изданиями Российской империи. Отдельно издал «Стихотворения Дмитрия Сушкова» (Санкт-Петербург, 1838 год), «Стихотворения Д. Сушкова» (1858) и в повременных изданиях напечатал: «Эпизод из истории русского театра, 1818 г.» («Русская старина», 1873 г., т. 7, № 4), «Хозяйственные распоряжения Императрицы Елизаветы Петровны 1746—1759 гг.» («Русская старина», 1873 г., т. 8, № 7), «О записках А. В. Храповицкого» («Голос», 1872 г., № 65).